# Association Sportive Ilienne Amateurs
A Association Sportive Ilienne Amateurs é um clube de futebol com sede em Saint-Pierre. É o mais "novo" dos clubes do país, tendo sido fundado no ano de 1953 com o nome de Association Sportive Île-aux-Marins. É o maior campeão de São Pedro e Miquelão. 
É, de longe, o clube com mais títulos do território, com um total de 50 títulos registrados entre troféus da liga, copa e troféus avulsos.

## Títulos
- Liga de Futebol de São Pedro e Miquelão: 1976, 1977, 1978, 1979, 1980, 1981, 1982, 1983, 1984, 1985, 1986, 1987, 1989, 1990, 1991, 1996, 2002, 2003, 2004, 2010, 2011, 2012, 2013
- Copa do Território: 1964, 1965, 1966, 1967, 1968, 1969, 1970, 1971, 1973, 1974, 1975, 1984, 1989, 1994, 1998
- Troféu Nickelson: 1960
- Troféu Crease: 1963
- Copa do Arquipélago: 1976, 1977, 1978, 1979, 1980, 1981, 1982, 1983, 1985, 1986, 1987, 1988, 1991, 1992, 1995, 1996, 2002 e 2003
- Copa Challenge: 1979
- Copa do Primeiro Ministro: 1984